# Armando Bertei
Armando Bertei fue un futbolista argentino. Su debut en primera división se produjo en Rosario Central, jugando como delantero.

## Carrera
Comenzó su trayectoria futbolística en 1925, y rápidamente se destacó por su capacidad goleadora. Jugó en el canalla hasta 1928, disputando 74 y convirtiendo 43 goles.
Su primera participación fue en la Copa Vila 1925; en ella disputó la mitad de los partidos de su equipo en el torneo y marcó 11 goles. Al año siguiente convirtió 19 tantos y se transformó en goleador del elenco centralista, tras la salida de Luis Indaco.

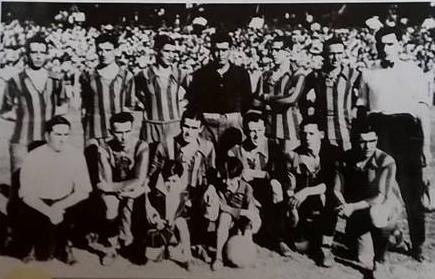
Equipo de Rosario Central que se coronó en 1928, al vencer a Newell's en partido desempate.Parados: Arturo Podestá, José Fioroni, Francisco de Cicco, Octavio Díaz, Ernesto Cordones, Félix Romano. Hincados: Ricardo Reol, Armando Bertei, José Podestá, Alberto Retto, Antonio Miguel.

Para 1927 Central logró conformar un equipo sólido: retornó Indaco y volvieron los títulos. El conjunto auriazul logró la Copa Vila y el segundo puesto en la Copa Schlau, con mayor participación goleadora de Bertei en el segundo de estos torneos. 
En 1928 el canalla logró ganar los últimos cuatro partidos de la Copa Vila, uno de ellos ante Newell's por 5-1 con dos goles de Bertei, forzando de esta forma un desempate ante su clásico rival, al que vence 1-0 en el Parque Independencia con gol de José Podestá y se coronó nuevamente campeón. Este fue el último año de Bertei en Central, que continuó su trayectoria en otros equipos de la Liga Rosarina.
Cuando en 1931 la actividad futbolística fue profesionalizada, derivando en la creación de la Asociación Rosarina de Fútbol, un grupo de equipos decidió continuar con la práctica de forma no rentada y lo hicieron a través de la Liga Rosarina Amateur de Fútbol; Bertei fue a jugar a uno de estos equipos, el Club Atlético Zavalla, con el que se consagró campeón en ese 1931 de la Copa Vila, torneo que mantuvo el nombre con el nuevo ente organizativo. Convirtió dos goles en el cotejo decisivo ante Fisherton, en la victoria 5-2 de su equipo.
En su paso por Rosario Central, Bertei convirtió 5 de sus tantos en los clásicos rosarinos versus N.O.B., dos de ellos en el partido inaugural del estadio de Rosario Central en el barrio de Arroyito, en un triunfo centralista por 4-2 en 1926.
Los 43 goles marcados con la casaca auriazul lo ubican quinto en la tabla de máximos goleadores del club en la era amateur (1903-1931).
Estadística en Rosario Central
| Año  | Torneo        | PJ | Goles | Posición |
| ---- | ------------- | -- | ----- | -------- |
| 1925 | Copa Vila     | 15 | 11    | 3.°      |
|      | Copa Estímulo | 2  | 1     | 2.°      |
| 1926 | Copa Vila     | 24 | 19    | 6.°      |
| 1927 | Copa Vila     | 10 | 3     | Campeón  |
|      | Copa Schlau   | 8  | 6     | 2.°      |
| 1928 | Copa Vila     | 10 | 3     | Campeón  |

Goles a Newell's 
| Fecha      | Torneo    | Resultado  | Goles |
| ---------- | --------- | ---------- | ----- |
| 27-06-1926 | Copa Vila | RC 1-NOB 1 |       |
| 14-11-1926 | Copa Vila | RC 4-NOB 2 |       |
| 18-11-1928 | Copa Vila | RC 5-NOB 1 |       |

## Clubes
| Club                  | País      | Año       |
| --------------------- | --------- | --------- |
| Rosario Central       | Argentina | 1925-1928 |
| Club Atlético Zavalla | Argentina | 1931      |

## Palmarés
| Equipo                | Título            | Liga                      | Año  |
| --------------------- | ----------------- | ------------------------- | ---- |
| Rosario Central       | Copa Nicasio Vila | Primera División Rosarina | 1927 |
| Rosario Central       | Copa Nicasio Vila | Primera División Rosarina | 1928 |
| Club Atlético Zavalla | Copa Nicasio Vila | Primera División Rosarina | 1931 |